# منصوری (بجستان)
منصوری، روستایی از توابع بخش یونسی شهرستان بجستان در استان خراسان رضوی ایران است.۵۷۷ نفر،
تمامی زیرساختها(آب، برق،گاز ، مخابرات، جاده آسفالته و ...)خانه بهداشت،زمین ورزشی چمن مصنوعی،شعبه پست بانک،مسجد، حسینیه، مدرسه ابتدایی و متوسطه اول(منبع: دکتر رسول رجایی)

## جمعیت
این روستا در دهستان سردق قرار داشته و براساس سرشماری مرکز آمار ایران در سال ۱۳۹۰، جمعیت آن ۶۰۵ نفر (۱۵۶ خانوار) بوده‌است. نزدیکی به دومین پلایای بزرگ ایران و کاشت محصول پسته و قالی بافی فرصت های شغلی محسوب می شود.